# Marsyliowate
Marsyliowate (Marsileaceae) – rodzina paproci z rzędu salwiniowców. Należą tu 3 rodzaje liczące ok. 75 gatunków. W Polsce występują bardzo rzadko dwa gatunki – marsylia czterolistna i gałuszka kulecznica.

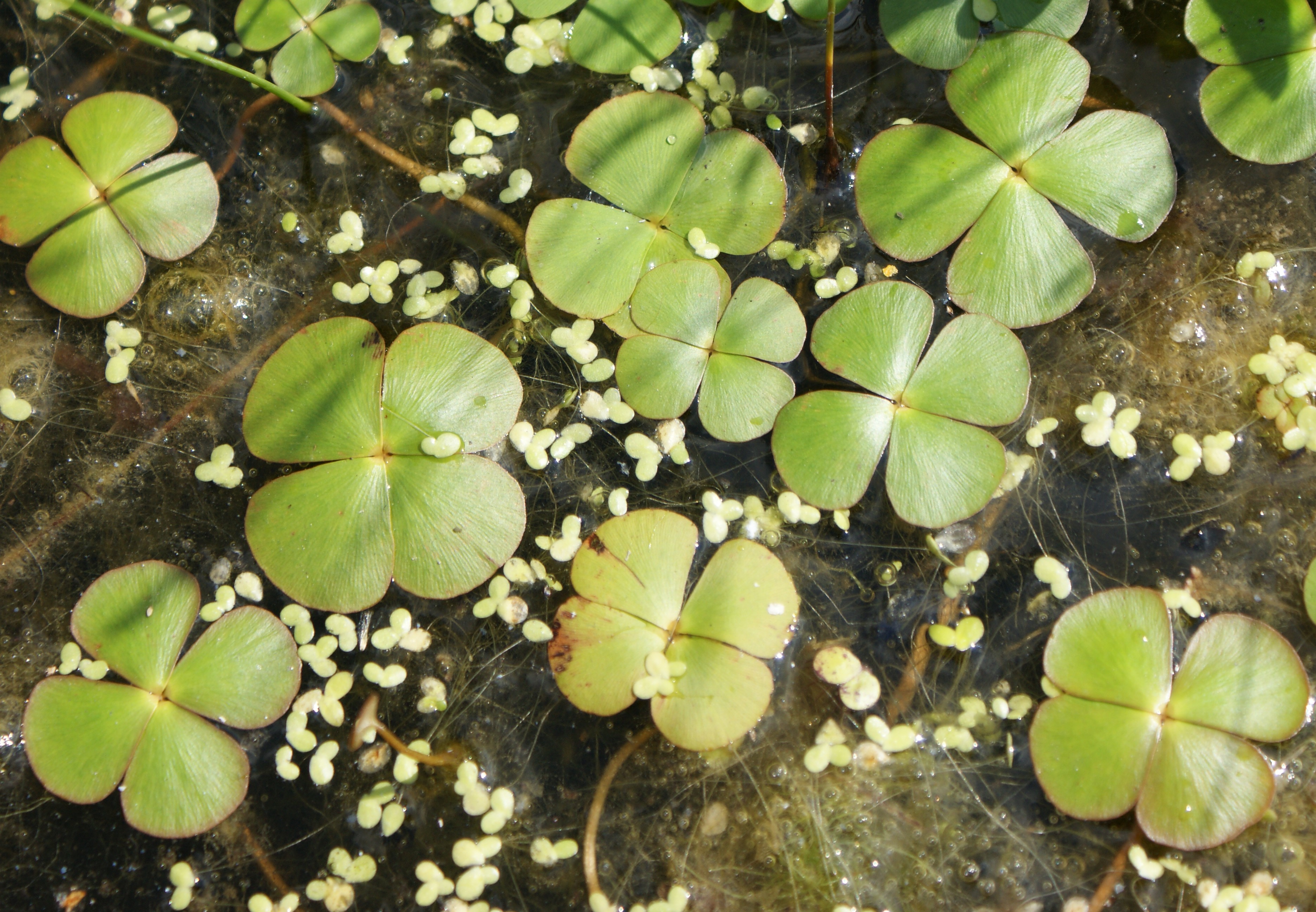
Marsylia czterolistna

## Systematyka
Pozycja systematyczna i podział według Smitha i in. (2006) oraz systemu PPG I (2016)
Rodzina siostrzana wobec salwiniowatych (Salviniaceae) w obrębie rzędu salwiniowców (Salviniales).
Podział na rodzaje
- Marsilea L. – marsylia
- Pilularia L. – gałuszka
- Regnellidium Lindm.

Rodzaj Pilularia bywa rozdzielany na dwa monotypowe rodzaje z gatunkami Pilularia americana A. Braun oraz Calamistrum globuliferum (L.) Kuntze (syn. Pilularia globulifera L.).